# Elias Karam
Elias Karam (en árabe, الياس كرم) , nacido en 1960, es un cantante sirio arameo oriundo del noreste de la provincia de Al-Hasakah. 
Elías fue inspirado por Wadih El Safi a una edad temprana, e impulsado escribió su primera canción a los 16 años. Después de convertirse en profesional a la edad de 20 años, Elías empezó a componer música. Algunas de sus canciones más famosas son: Amari, Tarab ya qalbi y Koullon ‘anak saalouni. 
Elias ha realizado giras por todo el mundo árabe, Canadá, Estados Unidos, y varios países europeos.